# Speedway Motorsports
Speedway Motorsports, Inc. (SMI) ist ein von Bruton Smith gegründetes US-amerikanisches Unternehmen, welches Rennstrecken des NASCAR Sprint Cups und anderer Rennserien besitzt und verwaltet.
Es besitzt rund ein Drittel aller Rennstrecken des NASCAR Sprint Cup. Ebenfalls im Besitz von Speedway Motorsports ist das Performance Racing Network, eine Radiosendergruppe, die die Rennen auf den Rennstrecken überträgt.
Weitere Beteiligungen umfassen den North Wilkesboro Speedway in North Wilkesboro, North Carolina, an dem das Unternehmen zur Hälfte beteiligt ist, sowie der vollständige Besitz des geschlossenen North Carolina Speedway in Rockingham, North Carolina. Das Vorgehen, durch Kauf und Schließung von Rennstrecken Rennen auf den Speedway in Texas zu bekommen, resultierte im Ferko-Prozess, einer Wettbewerbsklage von Speedway Motorsports gegen NASCAR und der International Speedway Corporation, wonach ihr ein zweites Rennen auf dem Speedway zugesprochen wurde.
Die Rennen auf den Strecken von Speedway Motorsports sind bekannt für aufwendig Shows vor dem Start, oftmals gepaart mit Vorführungen der Streitkräfte der Vereinigten Staaten.

## Rennstrecken
| Name                                                          | Ort                     | Länge                                                     | Sitzplätze | Eröffnung | Kaufdatum |
| ------------------------------------------------------------- | ----------------------- | --------------------------------------------------------- | ---------- | --------- | --------- |
| Atlanta Motor Speedway                                        | Hampton, Georgia        | 1,54 Meilen                                               | 125.000    | 1960      | 1990      |
| Bristol Motor Speedway                                        | Bristol, Tennessee      | 0,533 Meilen                                              | 160.000    | 1960      | 1996      |
| Charlotte Motor Speedway (vorher Lowe’s Motor Speedway)       | Concord, North Carolina | 1,5 Meilen                                                | 165.000    | 1960      | 1994      |
| Sonoma Raceway (vorher Infineon Raceway, Sears Point Raceway) | Sonoma, Kalifornien     | 2,52 Meilen (Gesamtstrecke), 1,99 Meilen (NASCAR-Strecke) | 102.000    | 1968      | 1996      |
| Las Vegas Motor Speedway                                      | Las Vegas, Nevada       | 1,5 Meilen                                                | 156.000    | 1996      | 1999      |
| Kentucky Speedway                                             | Sparta, Kentucky        | 1,5 Meilen                                                | 107.000    | 2000      | 2008      |
| New Hampshire Motor Speedway                                  | Loudon, New Hampshire   | 1,058 Meilen                                              | 105.000    | 1990      | 2007      |
| Texas Motor Speedway                                          | Fort Worth, Texas       | 1,5 Meilen                                                | 213.000    | 1996      | 1996      |

### Ehemalige Strecken
| Name                                                 | Ort                              | Länge        | Sitzplätze | Eröffnung | Eigentumszeit |
| ---------------------------------------------------- | -------------------------------- | ------------ | ---------- | --------- | ------------- |
| North Wilkesboro Speedway                            | North Wilkesboro, North Carolina | 0,625 Meilen | 40.000     | 1947      | 2007–2011     |
| Rockingham Speedway (vorher North Carolina Speedway) | Rockingham, North Carolina       | 1,017 Meilen | 35.000     | 1965      | 2004–2007     |